# Phenacoccus poriferus
Phenacoccus poriferus är en insektsart som beskrevs av Borchsenius 1949. Phenacoccus poriferus ingår i släktet Phenacoccus och familjen ullsköldlöss. Inga underarter finns listade i Catalogue of Life.